# Mokichi Saitō
Mokichi Saitō (jap. 斎藤 茂吉 Saitō Mokichi; ur. 14 maja 1882, zm. 25 lutego 1953) – japoński poeta, z zawodu lekarz psychiatra.
Urodził się jako Mokichi Moriya (jap. 守谷 茂吉 Moriya Mokichi) w rodzinie chłopskiej w prefekturze Yamagata. Dzięki pomocy krewnych z Tokio ukończył studia medyczne. Początkowo wykładał w Nagasaki, później wyjechał do Europy, w latach 1921–1924 kształcąc się na uniwersytetach w Wiedniu i Monachium. Był rodzinnym lekarzem Ryūnosuke Akutagawy, któremu asystował przy popełnieniu samobójstwa.
Tworzył poezje w stylu tanka, inspirowane twórczością Sachio Itō. Zaliczany jest do szkoły poetyckiej Araragi, skupionej wokół czasopisma literackiego o tej samej nazwie. Wydał 17 tomików poetyckich, m.in. Shakkō (Czerwone światło, 1913, debiut, zawiera 834 tanka z lat 1905–1913), Aratama (1921), Shiroki yama (1949) i Renzan (1950). Był również autorem esejów na temat folkloru. Został odznaczony Nagrodą Literacką Yomiuri i Orderem Kultury.
Jego synem był eseista Morio Kita.